# Pentaòxid de tàntal
El pentaòxid de tàntal, també conegut com a òxid de tàntal(V), és el compost inorgànic amb la fórmula Ta
2O
5. És un sòlid blanc que és insoluble en tots els dissolvents, però que és atacat per bases fortes i àcid fluorhídric. Ta
2O
5 és un material inert amb un alt índex de refracció i una baixa absorció (és a dir, incolor), que el fa útil per a recobriments. També s'utilitza àmpliament en la producció de condensadors, a causa de la seva elevada constant dielèctrica.
El tàntal es troba en els minerals tantalita i columbita (el columbi és un nom arcaic per al niobi), que es troben a les pegmatites, una formació de roca ígnia. Les mescles de columbita i tantalita s'anomenen coltan. La tantalita va ser descoberta per Anders Gustaf Ekeberg a Ytterby, Suècia, i Kimoto, Finlàndia. Els minerals microlita i piroclor contenen aproximadament un 70% i un 10% de Ta, respectivament.
La dificultat de formar material amb una estructura uniforme ha provocat variacions en les seves propietats informades. Com molts òxids metàl·lics, el Ta2O5 és un aïllant i s'ha informat que el seu interval de banda està entre 3,8 i 5,3 eV, depenent del mètode de fabricació. En general, com més amorf és el material, més gran és la banda buida observada. Aquests valors observats són significativament superiors als predits per la química computacional (2,3-3,8 eV).
A causa de la seva gran bretxa de banda i constant dielèctrica, el pentaòxid de tàntal ha trobat una varietat d'usos en electrònica, especialment en condensadors de tàntal. Aquests s'utilitzen en electrònica d'automòbils, telèfons mòbils i buscapersones, circuits electrònics; components de pel·lícula prima; i eines d'alta velocitat. A la dècada de 1990, va créixer l'interès per l'ús de l'òxid de tàntal com a dielèctric d'alt k per a aplicacions de condensadors DRAM.
S'utilitza en condensadors metàl·lics aïllant-metall en xip per a circuits integrats CMOS d'alta freqüència. L'òxid de tàntal(V) pot tenir aplicacions com a capa de captura de càrrega per a memòries no volàtils. Hi ha aplicacions de l'òxid de tàntal en memòries de commutació resistives.
A causa del seu alt índex de refracció, el Ta2O5 s'ha utilitzat en la fabricació del vidre de lents fotogràfiques. També es pot dipositar com a recobriment òptic amb aplicacions típiques com els recobriments de filtres antireflectants i multicapa de prop de la UV a l'infraroig proper.